# Raslavice
Raslavice és un poble i municipi d'Eslovàquia. Es troba a la regió de Prešov, al nord del país.

## Història
La primera referència escrita de la vila data del 1241.

## Demografia
| Godina             | 1994 | 2004    | 2014   | 2024   |
| ------------------ | ---- | ------- | ------ | ------ |
| Nombre de persones | 2307 | 2585    | 2721   | 2802   |
| Diferència         |      | +12,05% | +5,26% | +2,97% |

| Godina             | 2023 | 2024   |
| ------------------ | ---- | ------ |
| Nombre de persones | 2774 | 2802   |
| Diferència         |      | +1,00% |